# Plounévez-Quintin
Plounévez-Quintin är en kommun i departementet Côtes-d'Armor i regionen Bretagne i nordvästra Frankrike. Kommunen ligger i kantonen Rostrenen som tillhör arrondissementet Guingamp. År 2022 hade Plounévez-Quintin 1 057 invånare.

## Befolkningsutveckling
Antalet invånare i kommunen Plounévez-Quintin
Referens:INSEE